# Radebeul
Radebeul là một thị xã nằm ở thung lũng Elbe trong huyện Meißen bang Sachsen, Đức. Đây là một ngoại ô của Dresden. Dân số cuối năm 2005 là 33.091 người. Ở đây có bảo tàng Karl May.

## Thành phố kết nghĩa
- Sierra Vista, Mỹ
- Obukhiv, Ukraina
- St. Ingbert, Đức
- Cananea, México